# Vincent Spadea
Vincent Spadea (Chicago, 19 de Julho de 1974) é um tenista profissional dos Estados Unidos.
Vincent Spadea tenista qua atua na maiora das vezes em solo norte-americano, em 1994, ja estava entre os Top 100 da ATP, possui um ATP na carreira em Scottsdale, representou os Estados Unidos nas Olimpíadas de Atenas em 2004, e também ja disputou a Copa Davis.
Spadea publicou em 2006 sua autobiografia, neste livro publicamente culpou James Blake e Patrick McEnroe, o capitão da equipe, pela derrota do time americano frente a esquadra espanhola na final em 2004.

## Conquistas

### Simples
- 2004 ATP de Aberto de Las Vegas, Estados Unidos sobre Nicolas Kiefer

### Duplas
- 1995 ATP de Buenos Aires, Argentina com Christo Van Rensburg
- 1997 ATP de Orlando, Estados Unidos com Mark Merklein
- 1997 ATP de Tashkent, Uzbequistão com Vincenzo Santopadre

## Ligações Externas
Perfil na ATP (em inglês)